# Pakantou

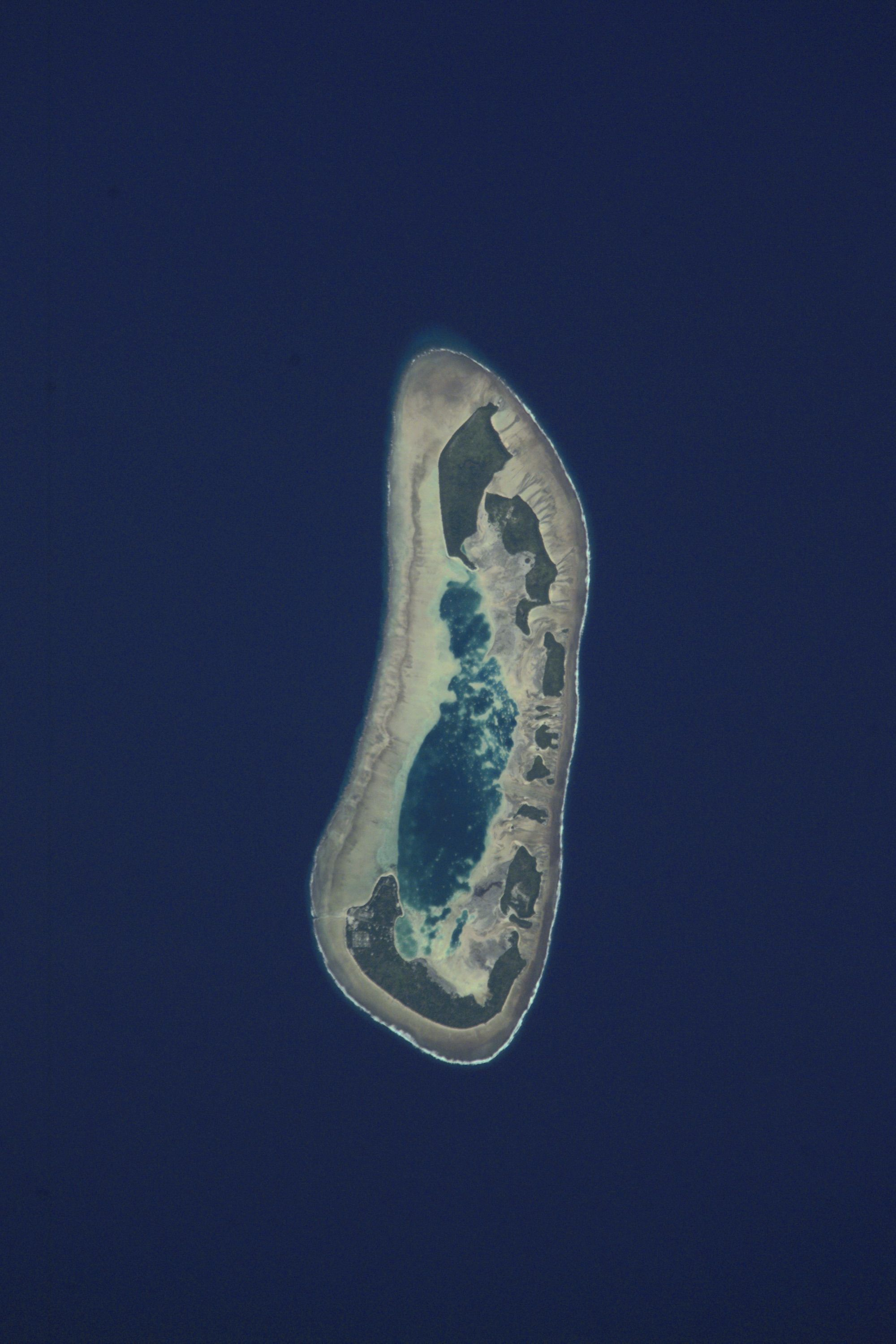
Imagem da NASA de Nui

Pakantou é um ilhéu do atol de Nui, no país de Tuvalu.